# Pimachrysa nigra
Pimachrysa nigra is een insect uit de familie van de gaasvliegen (Chrysopidae), die tot de orde netvleugeligen (Neuroptera) behoort. 
Pimachrysa nigra is voor het eerst wetenschappelijk beschreven door Adams in 1967.